# Blockade Australia
Blockade Australia ["Bloquear a Austrália", em português] é um grupo de ação direta na Austrália que bloqueia ferrovias e estradas nos portos para 'forçar a mudança urgente em larga escala necessária para a sobrevivência'. Eles descrevem-se como “comprometidos em tomar as medidas necessárias para interromper os gargalos económicos da Austrália e parar o projeto colonial explorador”.

## Organização
O Blockade Australia argumenta que o transporte de mercadorias e a manutenção de instituições pelo Estado contribui para um sistema de opressão e violência por parte do Estado, ao mesmo tempo em que contribui para a destruição ecológica e climática. Para isso, as ações são organizadas de forma a causar o máximo de disrupção material possível com o menor número de pessoas possível, minimizando também colaterais como prisões. Essa estratégia contrasta com movimentos como o Extinction Rebellion, que usam as prisões como tática central, combinando o seu ethos de participação em massa e ação sustentada com as táticas direcionadas empregadas por grupos antifracking, anti-silvicultura e anti-carvão.
Parte desta disrupção dá-se por meio do elemento surpresa. Para isso, o grupo mantém uma cultura de segurança muito rígida que inclui um sistema de 'comprovante' - pelo qual os indivíduos são confirmados como confiáveis. As informações são passadas dos organizadores para os indivíduos autorizados apenas por meio de canais de comunicação criptografados ou por meio de reuniões presenciais sem tecnologia, como telefones nas proximidades; e os indivíduos atestados devem discutir detalhes específicos de ações e mobilizações apenas com outros indivíduos atestados e somente através dos métodos descritos acima. Indivíduos interessados ainda não confirmados como confiáveis são considerados 'não confirmados' - um indivíduo se torna confiável ao ser confirmado como confiável por outros indivíduos confirmados e afirmado pelos organizadores, ou participando numa sessão de informação pública e sendo empossado.
A organização do Blockade Australia é amplamente descentralizada e organizada de forma autónoma de acordo com os princípios anarquistas por meio de grupos de afinidade, enquanto  que os organizadores ajudam esses grupos garantindo que as suas ações seguem a declaração de propósito do Blockade Australia e sigam o propósito da mobilização. Geralmente, os detalhes da organização dentro de grupos de afinidade estão contidos em grupos de afinidade com indivíduos que sabem coisas com base estritamente na necessidade de saber - a ideia é que se um grupo fosse comprometido, os outros permaneceriam inalterados.

## Ações

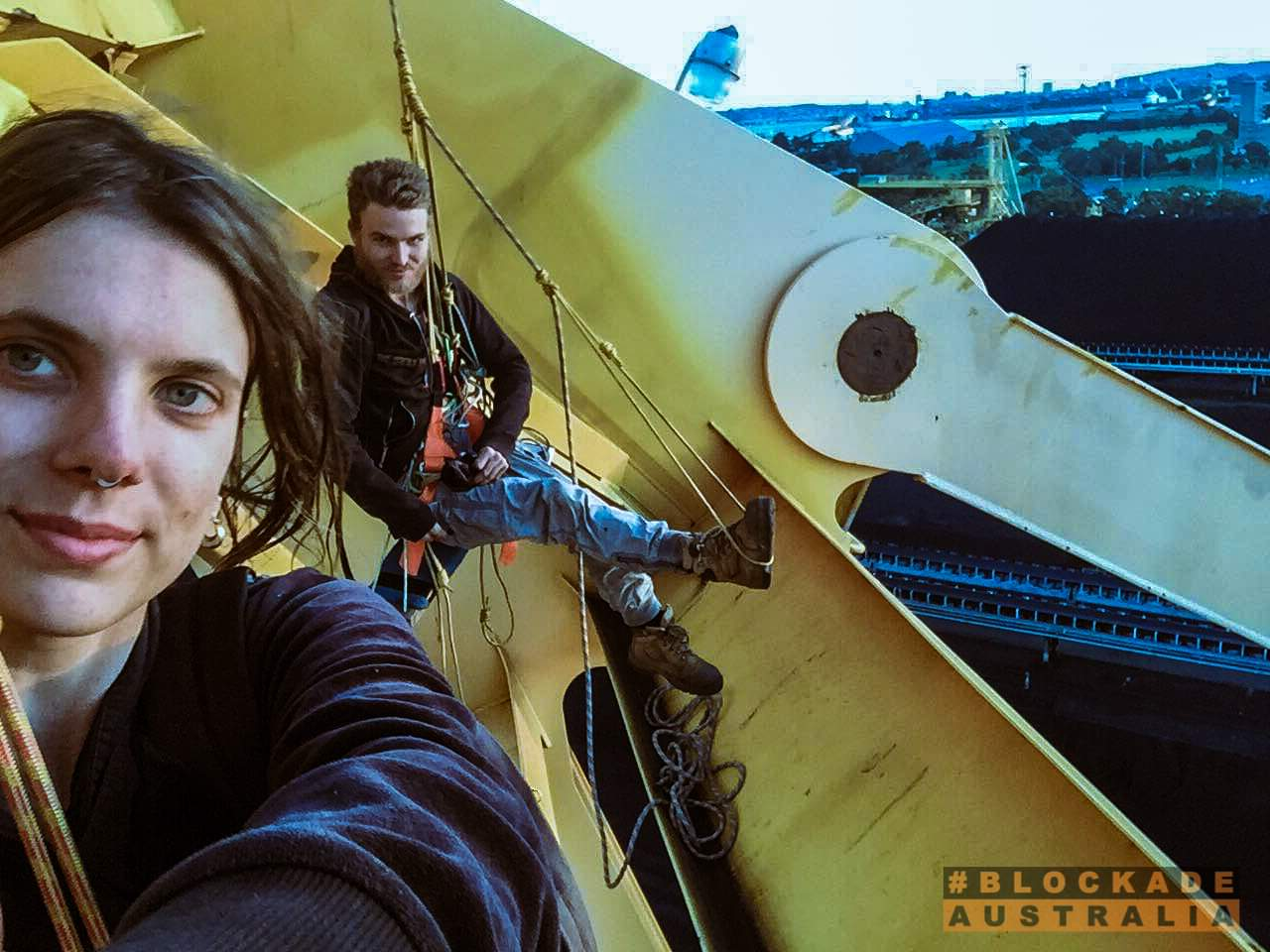
Dois indivíduos que participam no Blockade Australia fecharam o maior porto de carvão do mundo em Newcastle

### Porto de Newcastle
Em novembro de 2021, os membros do Blockade Australia realizaram duas semanas de ação direta não violenta usando os seus corpos, corda e cola para encerrar a atividade no Porto de Newcastle, Hunter Region, o maior porto de carvão do mundo. Como resultado das ações, 27 foram presos, incluindo novos ativistas climáticos e alguns conhecidos pela sua participação na Front Line Action on Coal (FLAC) e Extinction Rebellion. Eric Sergeio Herbert foi condenado a 12 meses de prisão por subir em cima de um comboio de carvão. De acordo com a seção 42C do Confisco de Produtos  do Crime Act 1989 (Nova Gales do Sul), a polícia de NGS colocou uma ordem de congelamento na carrinha Hyundai Kona 2018 de Sasha de 26 anos - na qual ela morava - pela sua suspeita de participação nas ações. A polícia de NGS invadiu o Centro Comunitário Ambiental de Hunter de Newcastle, apesar do facto de que o centro e os seus membros não terem ligação com o Blockade Australia e o fecho do Porto de Carvão de Newcastle.

### Port Botany
Em 22 de março de 2022, um homem foi associado ao Blockade Australia pela Australian Broadcasting Corporation, tendo supostamente suspendido-se de um poste em Port Botany. No final da semana, dois estudantes de nacionalidade alemã foram anunciados para terem os vistos revogados e serem deportados por essas ações. O ativista climático Maxim O'Donnell Curmi foi preso durante quatro meses por entrar em Port Botany e subir para cima de um guindaste.

### Sidney
Blockade Australia observou bloqueios planeados de Sydney no seu site em junho e julho de 2022. Desde o protesto de 28 de julho de 2022, 10 foram presos. A maioria dos presos eram de outros estados.

## Respostas
O vice-primeiro-ministro Barnaby Joyce declarou sobre o fecho do Porto de Newcastle: “Se eles têm outras maneiras de esta nação ganhar dinheiro agora, então somos todos ouvidos... mas entretanto, temos de ganhar dinheiro."
O tesoureiro e ministro da Energia de Nova Gales do Sul, Matt Kean, pediu à polícia que “apliquem toda a força da Lei” nos ativistas do Blockade Australia.
O Secretário Parlamentar de Hunter, Taylor Martin declarou: “Eu apoio a Polícia na busca da pena máxima possível para qualquer pessoa envolvida nestes atos idióticos”. Martin também estimou que 'os ativistas atrasaram 60 milhões de dólares (US$) em exportações e 100.000 dólares (US$) em royalties por comboio.'

## Na cultura popular
Eric Serge Herbert foi destaque na banda desenhada "First Dog on the Moon".